# Alexis de Monicault
Pour les articles homonymes, voir de Monicault.
Alexis-Aimé-Joseph de Monicault, né le 27 novembre 1803 à Lyon et mort le 25 mars 1875 à Paris, est un haut fonctionnaire et homme politique français.

## Biographie
Petit-neveu de Jacques-Jean de Monicault de Villardeau, consul de France à Saint-Pétersbourg, et neveu d’Alexis-Antoine Régny, il suit ses études aux collège Henri-IV, au lycée Louis-le-Grand et à la Faculté de droit de Paris.
Sous-préfet de Trévoux en 1830 et maître des requêtes au Conseil d’État en 1832, il est nommé préfet de l'Ariège de 1833 à 1835, des Vosges de 1835 à 1838, de l’Eure de 1838 à 1841. Il est également président de la Société libre d'agriculture, sciences, arts et belles-lettres de l'Eure en 1839,.
De 1841 à 1848, il est préfet de Seine-et-Marne,. À ce titre, il est le témoin le 16 avril 1846 d'un attentat contre le roi Louis-Philippe : accompagné de quelques militaires, il suivait la voiture dans laquelle se tenait la famille royale dans le parc de Fontainebleau lorsque des coups de feu sont tirés. Il participe aux poursuites, à l'arrestation et aux interrogatoires de l'auteur de l'attentat, l'ancien garde forestier Pierre Lecomte.
En août 1846, trois députés d'opposition sont élus en Seine-et-Marne, sur les cinq mandats de député de ce territoire, dont deux au nom illustre, Georges Washington de La Fayette, fils du général Lafayette et Oscar du Motier de La Fayette petit-fils de ce même général. À la suite de la révolution de 1848, Louis-Philippe doit abdiquer et fuir en Angleterre. La Deuxième République est proclamée le 24 février 1848. Alexis de Monicault est révoqué et le ministre de l'intérieur du gouvernement provisoire, Alexandre Ledru-Rollin, désigne, pour lui succéder à la tête de ce département sensible, Oscar du Motier de La Fayette. Alexis de Monicault quitte, quant à lui, la capitale pour les terres de ses ascendants dans l'Ain, et, provisoirement, la vie publique.
Durant le Second Empire, installé à Versailleux, il reprend un mandat local et devient membre puis vice-président du conseil général de l'Ain. Il est également administrateur de compagnies de chemins de fer, dont la Compagnie des chemins de fer de Paris à Lyon et à la Méditerranée, de la Compagnie du chemin de fer de Paris à Orléans et de la Compagnie de Lyon à Genève, en plein essor,.
Son petit-fils Pierre de Monicault sera maire de Versailleux puis député de l'Ain.

## Distinctions
- Officier de la Légion d'honneur (30 aout 1844)[9]